# Brandwache
Die Brandwache oder Glutwache ist ein Bereitschaftsdienst der Feuerwehr nach dem eigentlichen Löschen eines Feuers bzw. dem Abschluss der Nachlöscharbeiten, um bei einem möglichen erneuten Aufflammen des Brandes schnell eingreifen zu können.
Eine Brandwache ist immer dann durch die Feuerwehr zu stellen, wenn ein Wiederaufflammen des Feuers nicht ausgeschlossen werden kann. Über das Aufstellen einer Brandwache entscheidet der Einsatzleiter, sie ist Bestandteil eines Feuerwehreinsatzes. Ein erneutes Aufflammen wird vor allem durch Glutnester hervorgerufen, die sich im Inneren des Brandguts wie beispielsweise einem Strohhaufen oder dickeren Holzbalken halten. Durch die Materialbeschaffenheit dringt das Löschwasser oft nicht tief genug in das Brandgut ein. Die hier befindlichen Glutnester breiten sich dann im Laufe der Zeit oft als Schwelbrand unbemerkt wieder aus, bis sich an der Oberfläche des Brandguts und entsprechender Sauerstoffzufuhr erneut offene Flammen bilden. Auch Witterungsverhältnisse wie große Hitze oder aufkommender Wind können zu einem Wiederaufflammen führen oder dieses zumindest beeinflussen. Eine Brandwache kann abhängig von der Größe des vorhergehenden Brandes, des vorhandenen Brandguts und der Witterung über einen Zeitraum von mehreren Stunden bis hin zu mehreren Tagen notwendig sein.
Als Brandwache wurden vor allem in Kriegszeiten auch Beobachtungsposten bezeichnet, welche im Falle eines durch Bomben hervorgerufenen Feuers in dem ihnen zugewiesenen Gebiet schnell Alarm schlagen sollten, um einen größeren Schaden zu verhindern. Brandwachen wurden vor allem an wichtigen Verkehrsknotenpunkten (Bahnanlagen, Häfen, Flughäfen etc.) sowie Gewerbe- und Industrieanlagen (Raffinerien, Rüstungsindustrie, Kommunikationseinrichtungen, Gas-, Wasser- und Stromwerke etc.) eingerichtet, deren Verlust oder Beschädigung durch Feuer schwere Folgen für die Infrastruktur, die öffentliche Ordnung oder das Militär gehabt hätten. Geschützt wurden die Beobachtungsposten oftmals durch Splitterschutzzellen, welche bei entsprechender Nutzung selbst ebenfalls als Brandwache bezeichnet werden.
In der Schweiz wird ein ständig besetztes Feuerwehrhaus als Brandwache bezeichnet.